# Republica Ilirida

Republica Ilirida  (albaneză Republika e Iliridës) este un stat propus declarat de două ori de politicianul Nevzat Halili, o dată în 1992 și o dată în 2014. Această idee a fost declarată neconstituțională de către guvernul macedonean.   Conceptul secesionist al Republicii Ilirida a apărut la începutul anilor 1990 și a fost susținut de unii politicieni albanezi ca o soluție la preocupările și contestațiile comunității albaneze cu privire la recunoașterea constituțională și drepturile minorităților în Macedonia.

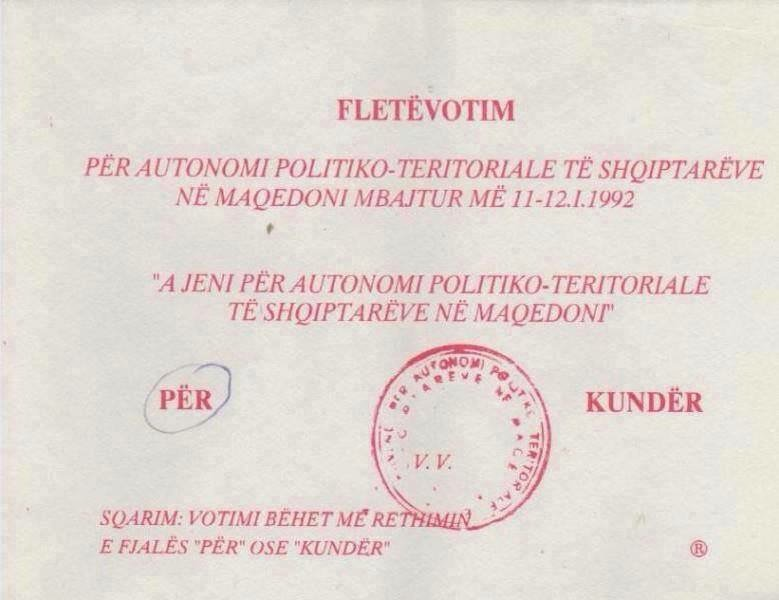
Un vot de la referendumul pentru autonomia albanezilor din Macedonia

## Istoric

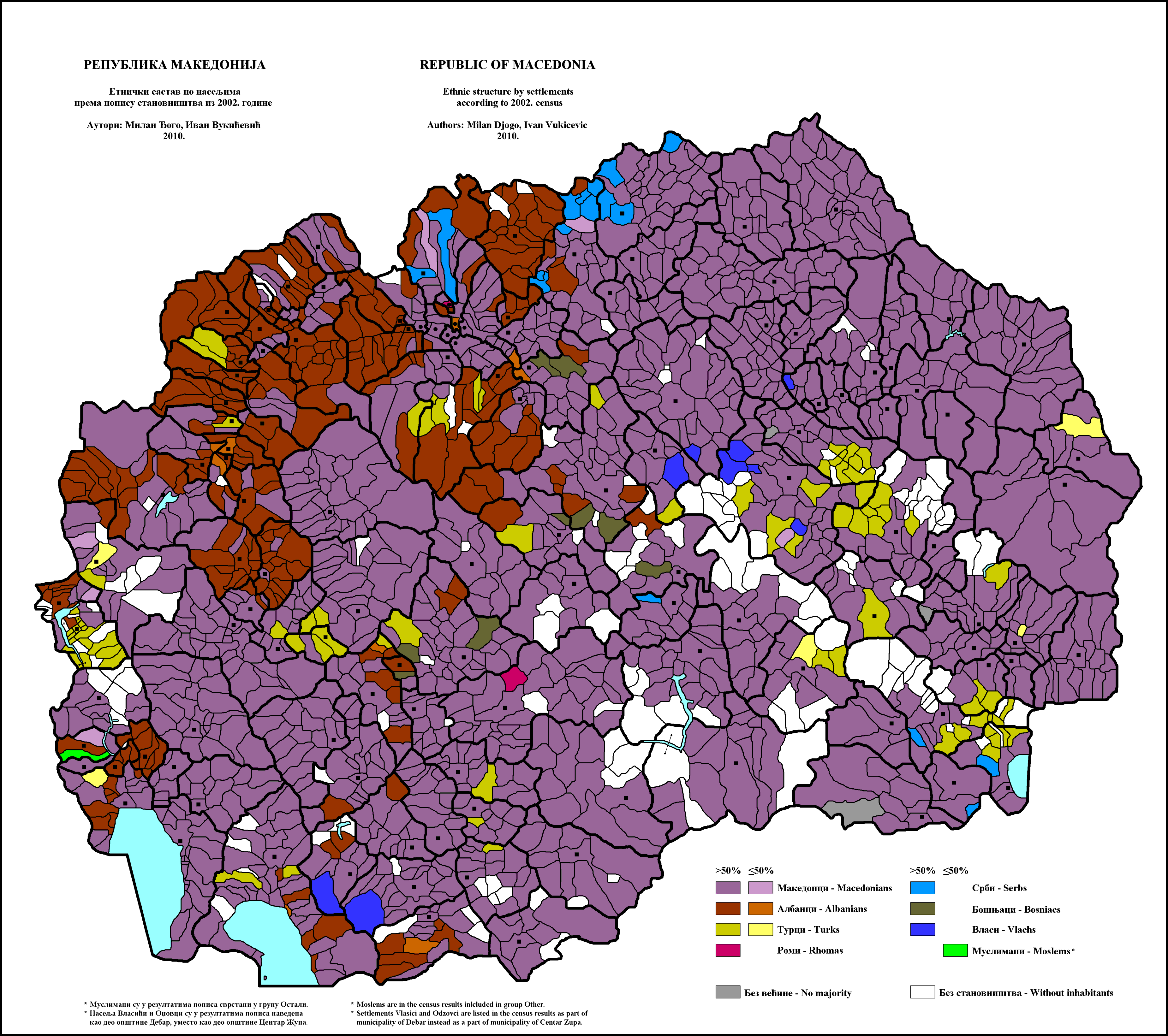
Grupurile etnice din Republica Macedonia, conform recensământului din 2002, albanezii în maro

Un referendum privind statutul albanezilor din Macedonia, declarat ilegal de guvernul macedonean, a avut loc în ianuarie 1992. 74% din 92% dintre cei eligibili la vot au votat pentru autonomia albanezilor. . La 31 martie 1992, aproximativ 40.000 de etnici albanezi au protestat pe străzile din Skopie, cerând ca Macedonia să rămână un stat nerecunoscut până când zonele cu o majoritate albaneză sunt autonome. 
6 zile mai târziu, pe 6 aprilie 1992, Republica Ilirida, a fost proclamată de activiștii albanezi din Struga , Republica Macedonia , principalul organizator fiind fostul membru al PDP , Nevzat Halili, în fața unei mulțimi de 2500 de persoane. 
Republica propusă ar fi acoperit aproximativ jumătate din teritoriul Macedoniei, în special în cazul în care albanezii formează mari concentrații și / sau majorități în vest și nord-vest.  El intenționa să unească toți albanezii care locuiau sub fosta Iugoslavie.  Ulterior, scopul republicii a fost acela de a favoriza federalizarea Macedoniei. 
Pe 6 noiembrie 1992 poliția macedoneană a folosit forța pentru a dispersa etnici albanezi care protestează pentru eliberarea unui contrabandist de țigări. Confruntările cu poliția au dus la moartea a 4 albanezi și 36 răniți. Poliția macedoneană a confiscat 2.000 de pliante semnate de mișcarea de tineret din Ilirida Albaneză, care a cerut ca albanezii macedoneni să facă război pentru drepturile lor la autodeterminare. 
La acea vreme un grup de activiști albanezi au fost acuzați de Skopje că au în posesia a 300 de mitraliere și sunt gata să organizeze o revoltă de 20.000 de albanezi pentru a atinge scopul creării Republicii Ilirida.  Potrivit surselor oficiale ale guvernului macedonean, a existat o coordonare între activiștii albanezi macedoneni, albanezii kosovari, precum și Albania.  Guvernul albanez a negat aceste acuzații, la fel și Ibrahim Rugova , atunci președinte al Republicii Kosovo . În 1993, Halili a fost judecat pentru secesionismul "paramilitar", dar nu a fost închis, totuși a renunțat la politică de atunci.  
Deschiderea Universității din Tetovo în 1994 a servit drept balon experimental pentru instituțiile paralele independente de învățământ ale albanezilor din Macedonia.  Planul a fost acela de a crea instituții similare și în alte zone ale economiei. 

În 1994, Muhamed Halili, coordonator al Partidului pentru Prosperitate Democratică (PDP), a declarat într-un ziar bulgar că partidul a dorit încă să obțină autonomie, iar autonomia albanezilor în Macedonia a fost "prima etapă a celor două națiuni stat".  Ceilalți lideri albanezi au păstrat tăcerea despre această problemă, dar în iunie 1994 Partidul Național Albanez (NPD) a decis că "autonomia lui Ilirida este minimul pe care ar trebui să-l realizeze albanezii din Macedonia", iar Abdurahman Haliti, președintele PDP , a avertizat că "cei care cred că opțiunea de autonomie pentru albanezii din Macedonia nu există, sunt greșite". 
Până în 1999, a fost creată paramilitara albaneză a Republicii Ilirida și a fost considerată ilegală de către guvernul de la Skopie, totuși tolerată. 
În 2002 a fost creată Armata Republicii Ilirida. Scopul armatei este de a încorpora Macedonia de Vest în Albania sau în Kosovo, pretinzând că este compus din 200 de membri. 
Deși ideea Republicii Ilirida părea să fi fost abandonată de susținătorii săi , la 18 septembrie 2014, câțiva zeci de albanezi s-au adunat la Skopie pentru a declara formarea Republicii Ilirida.  Potrivit lui Nevzat Halili, președintele autoproclamat, dreptul albanezilor din Macedonia la autodeterminare și proclamarea Iliridei ca regiune autonomă se bazează pe Constituția Statelor Unite .  Halili a amenințat că va organiza un referendum dacă planurile sale sunt ignorate de guvern. 